# Lomovatovokulturen
Lomovatovokulturen är en järnålderskultur i Kama-Ural-regionen som dateras till 500-1000 e.Kr. 
Dess språk anser Kalevi Wiik vara komipermjakiska.